# Кустоначі
Кустоначі (італ. Custonaci, сиц. Custunaci) — муніципалітет в Італії, у регіоні Сицилія,  провінція Трапані.
Кустоначі розташоване на відстані близько 430 км на південь від Рима, 45 км на захід від Палермо, 31 км на схід від Трапані.
Населення — 5573 особи (2014).
Щорічний фестиваль відбувається останньої mercoledì серпня. Покровитель — Maria SS. di Custonaci.

## Демографія
Населення за роками:

Станом на 1 січня 2023 року в муніципалітеті офіційно проживало 219 іноземців з 33 країн, серед них 62 громадяни країн Євросоюзу.

## Сусідні муніципалітети
- Бузето-Паліццоло
- Кастелламмаре-дель-Гольфо
- Сан-Віто-Ло-Капо
- Вальдериче